# 米斯洛
米斯洛，是匈牙利托尔瑙州所辖的一个村，总面积34.71平方公里，总人口283，人口密度8.2人/平方公里（2010年1月1日）。